# دیگرآیینی
دیگرآیینی به عملی اطلاق می‌شود که تحت تأثیر نیرویی خارج از فرد قرار می‌گیرد، به عبارت دیگر، وضعیت یا شرایط تحت حاکمیت، حکومت یا تحت سلطه دیگری بودن، همانند اشغال نظامی.
امانوئل کانت، با تکیه بر ژان ژاک روسو، چنین اقدامی را غیراخلاقی می‌دانست.
این ضد/برعکس خودمختاری است.
فیلسوف کورنلیوس کاستوریادیس دیگرآیینی را در مقابل خودمختاری قرار می‌دهد و اشاره می‌کند در حالی که همه جوامع نهادهای خود (قوانین، سنت‌ها و رفتارها) را ایجاد می‌کنند، جوامع خودمختار آن‌هایی هستند که اعضای آن‌ها از این واقعیت آگاه هستند و صراحتاً خودگردان هستند (αυτο-νομούνται). در مقابل، اعضای جوامع دیگرآیین (هترو = دیگران) تصورات جامعه شناختی (مجموعه ارزش‌ها، نهادها، قوانین و نمادهای یک جامعه) خود را به برخی قدرت‌های خارج از جامعه (مثلاً خدا، دولت، اجداد، ضرورت تاریخی و غیره) نسبت می‌دهند.